# Victor Doeblé
Victor Doeblé est un homme politique français né le 24 février 1890 à Sarralbe (Lorraine annexée) et mort le 24 juin 1967 à Sarrebruck (Allemagne).

## Biographique
Fils d'ouvrier, il est orphelin à l'âge de 8 ans, il quitte l'école en 1904 pour devenir ouvrier métallurgiste à Hayange. Il entre alors en politique par le militantisme et le syndicalisme. Né en Allemagne mais résidant maintenant en France, il est mobilisé pendant la Première Guerre mondiale, durant laquelle il est décoré de la croix du combattant. 
Militant syndical, secrétaire du syndicat CGT des métallurgistes de la Fensch après la Première Guerre mondiale, il est par ailleurs membre de la SFIO, mais choisit de suivre la majorité qui fonde le SFIC après le Congrès de Tours.
Fort logiquement, il rejoint la CGTU dès sa création, en 1921. Cette même année, il devient administrateur de la caisse primaire (assurance maladie) de Metz. Il est pendant toute sa vie très actif dans le domaine de la protection sociale.
Doeblé devient secrétaire de la fédération communiste de Moselle et il devient donc candidat sur la liste Bloc paysan et ouvrier du PC lors des législatives de 1924, il n'est pas élu. Il participe en 1925 au congrès de l'Internationale syndicale rouge à Moscou. Très impliqué dans le soutien à la grève des mineurs de Petite-Rosselle en 1927, il est élu avec très courte majorité député l'année suivante dans la circonscription de Forbach devant le candidat conservateur chrétien modéré et pro-français et le candidat du Parti Chrétien Social, autonomiste. Il quitte alors la vie militante pour se consacrer à la vie parlementaire en déposant plusieurs propositions de loi.
Conseiller municipal de Forbach en 1929, il n'en continue pas moins de jouer un rôle important dans la CGTU de Moselle.
Pendant cette période, il s'éloigne cependant du PCF, notamment sur la question régionale, étant plutôt favorable à une forme d'autonomie locale. Il se représente aux élections de 1932 sous l'étiquette "indépendant de gauche", avec un candidat communiste contre lui. Cette concurrence ne l'empêche pas d'être réélu. Il quitte alors le parti communiste et rejoint le groupe parlementaire de la Gauche indépendante.
Il participe ensuite au rapprochement des organisations syndicales locales de mineurs. 
De plus en plus proche des socialistes, sans adhérer à la SFIO, il est actif dans la campagne du Front populaire dans son département. En 1936, cependant, il est marginalisé lors des élections législatives, n'obtenant que 7 % des voix, face à un socialiste et c'est le candidat de droite Paul Harter qui est élu.
Il entre alors dans l'administration des PTT et obtient un poste à Metz. Pendant la guerre, après quelques mois passés sous l'uniforme, il échappe à la répression nazie grâce à une mutation pour Lyon. Révoqué pour son opposition au régime de Vichy, il organise le secours aux mosellans, et devient en 1942 vice-président du groupement général des expulsés de Moselle.
De retour à Metz en 1945, il devient secrétaire du syndicat CGT des postiers de Moselle. Après un court passage dans l'autonomie (1947-48), sa fédération rejoint Force ouvrière. Il est ensuite, de 1948 à sa retraite, en 1952, président de l'Union départementale FO de Moselle.
Politiquement, il poursuit son évolution vers le centre, adhérent au parti radical dont il devient le secrétaire départemental pour la Moselle et tente un rapprochement avec Alfred Krieger. Il cède cependant la direction des radicaux mosellan en 1951 et cesse son activité politique.
En 1957, il est décoré de la Légion d'honneur.

## Décoration
- Chevalier de la Légion d'honneur (1957)[réf. souhaitée]
- Croix du combattant

## Sources
- « Victor Doeblé », dans le Dictionnaire des parlementaires français (1889-1940), sous la direction de Jean Jolly, PUF, 1960 [détail de l’édition]
- Dir. Jean El Gammal, François Roth et Jean-Claude Delbreil, Dictionnaire des Parlementaires lorrains de la Troisième République, Metz, Serpenoise, 2006 (ISBN 2-87692-620-2, OCLC 85885906, lire en ligne), p. 283-284